# عمر الزعني
عمر الزعني (18 يوليو 1895- 11 فبراير 1961) هو مغني وشاعر لبناني. عُرف باستخدام فنه للنقد والثورة ضد الظلم الاجتماعي عبر مختلف المراحل التاريخية والسياسية في بلاده، وخاصة في العصر العثماني والانتداب الفرنسي على لبنان. ونتيجة لذلك، لقب بـ «شاعر الشعب» و«ابن البلد» و«فولتير العرب» و«موليير الشرق»، و«كان له ذلك على مدى نصف قرن في بيروت، من تأليف شعري - موسيقي، وغناء شعبي مباشر». كانت أشعاره، التي ألقاها من خلال الأغاني والألحان، تُكتب عادة باللغة المحكية (العامية)، حتى يتمكن الناس من مختلف الخلفيات التعليمية من قراءتها وفهمها. ولا يزال فنه سائدًا وشائعًا حتى يومنا هذا، وقد وضع المخرج اللبناني سمير يوسف فيلما وثائقياً عن حياته.

## سيرته

### النشأة
ولد عمر الزعني في 18 يوليو 1895 في زقاق البلاط ببيروت للشيخ محمد بن عمر الزعنّي تاجر الحنطة، وباهية مغربل، اللذان سمياه عمر الزعني على اسم جده، وذلك على عادة أهل بلاد الشام حينها. كان لديه 5 إخوة. ومن المعروف أن عائلة الزعني البيروتية من أصول مصرية. وكانت عائلته محافظة، ومن الطبقة الوسطى.
في سن الثامنة، سجله والده في الكلية العثمانية في برج أبي حيدر، بيروت، حيث التحق بالفرقة الموسيقية عام 1901، وتخرج منها عام 1913. وكان من زملاء عمر في الكليّة المذكورة، الأديب عمر الفاخوري، الشاعر عمر حمد، الأخوان محمد ومحمود المحمصاني، محمد عز الدين، عبد الله المشنوق، رياض الصلح، عبد الغني العريسي، والدكتور مليح سنو.
بدأ اهتمامه بالشعر والقراءة يتطور. قيل أنه كان يكرس أغلب وقته للقراءة لدرجة أنه اعتاد أن يجلس كل ليلة تقريبًا في الشوارع، تحت فانوس البلدية، ليقضي وقته في القراءة. ويُزعم أيضًا أنه كتب أولى قصائده على جدار منزله بسبب نقص الورق.

### الحياة خلال الحرب
عندما اندلعت الحرب العالمية الأولى عام 1914، سافر عمر الزعني إلى حمص بسوريا، حيث التحق بالمدرسة العسكرية العثمانية. بعد ستة أشهر، تخرج برتبة ضابط إداري. في وقت لاحق، تم تكليف الزعني بالعمل كضابط إمداد لتزويد القوات في دمشق بالطعام، وبالتالي لم يشارك في القتال. في هذه الفترة كان الزعني يتنقل بين الشام في دمشق وبئر السبع في فلسطين والقدس. في عام 1916، تم ترحيله إلى فلسطين، وذلك في ظل قيام جمال باشا بإعدام العديد من القوميين اللبنانيين والسوريين بزعم قيامهم بأنشطة مناهضة لتركيا. أمضى هناك عامين قبل أن يعود إلى لبنان عام 1918.

### الحياة بعد الحرب
بعد انتهاء الحرب، ساعد الزعني والده في تغطية نفقات أسرته من خلال العمل كمدير للكلية العثمانية التي تخرج منها، ومدرس موسيقى في مدرسة ماري كساب. أثناء عمله، كتب الزعني مسرحيات متنوعة، ثم قدمها على مسرح المدرسة بمساعدة أصدقائه. ويذكر محمّد كريّم بعضاً من تلك الأعمال كما وردتْ في جريدة «لسان الحال» ومنها رواية «امرؤ القيس» (1909) و«واقعة ذي قار» (1910)، وهما من تأليف الشيخ أحمد عبّاس مؤسّس المدرسة. واستمرّ اهتمام الزعنّي بالمسرح، وبدأ في الظهور لاحقاً على المسارح العامّة بتشجيع من الأديب رائف فاخوري، وشارك في مسرحيّاته تمثيلاً وغناءً وبالأخصّ في رواية «جابر عثرات الكرام» في دور «حنين». وقدّم الزعنّي مونولوجات وطنيّة خلال فصول الرواية «طُرب لسماعها الحضور وصفّقوا لها مرارا».
في عام 1920، عمل الزعني ضابطًا في محكمة "البداية في بيروت. ثم حصل على منحة من جمعية المقاصد الخيرية الإسلامية في بيروت لدراسة القانون في جامعة القديس يوسف، والتحق بها بعد اجتياز الامتحان.
لاحقًا، تم نقل عمر الزعني إلى محكمة البترون بموجب مرسوم خاص صادر عن شارل دباس، رئيس الجمهورية اللبنانية آنذاك، بعد أن كتب الزعني «بدنا بحرية يا ريس»، وانتقد بشدة الرئيس اللبناني والانتداب الفرنسي على لبنان.

## المسيرة الأدبية
كان عمر الزعني شاعرًا ومغنيًا. عكست أغانيه وقصائده بشكل متكرر الظروف الاجتماعية والسياسية والأحداث التاريخية التي أصابت لبنان والدول العربية المحيطة به. انتقد النظام بشكل غير مباشر وساخر في معظم أعماله. ومن ثم، بصفته موظفًا حكوميًا، لم يرغب في الكشف عن هويته في بداية مسيرته الفنية، وكتب مستخدمًا لقب «السيد حنين». كما ابتعد عمر الزعني عن الموضوعات الرومانسية في أشعاره، وكان أقرب إلى الشّارع البيروتي في مواضيعه، وما يعانيه أهله من فساد وظلم ومواسم انتخابية ممتلئة بالرشاوى والتدخلات السّياسية والحزبية.
كان يهدف الزعني من خلال فنه إلى إيصال مشاكل الناس وهمومهم ومعاناتهم للسلطات. كان استخدامه لمزيج من العربية الفصحى والعامية في قصائده مرآة لذلك. وقال الزعني أن هذا النوع من القصائد كان شائع الاستخدام في فرنسا، وكان أحد العوامل الرئيسية التي أدت إلى الثورة الفرنسية عام 1789. لهذا السبب حصل على ألقاب «شاعر الشعب» و«ابن البلد» و«فولتير العرب» و«موليير الشرق».
كان لعمر الزعني دور مؤثّر في «قضيّة النّصوص» كما سمّاها الملحن اللبناني توفيق الباشا، إذ رأى أن «الزجل المنبريّ لا يتماشى مع الأغنية، فقام بتوجيه الشعراء الشباب نحو الأغنية وأعطاهم القالب والطريقة، لأنّه رأى لديهم شاعريّةً يمكن الاستفادة منها في الأغنية». وعبّر الزعنّي عن طموحه وخَيبته في آنٍ واحد في مقالة نشرت في 10 أغسطس 1947: «أريد أن أسمع من المحطّة اللبنانيّة صوتَ لبنان قبل كلّ صوت... ويؤلمني أنّنا لم نُحسن إسماعه جيّداً إلى النّاس كما تمكّن من إسماعه بعض فنّانينا خارج لبنان كنور الهدى وصباح وبيضا وسلمان».

### أشعار عن لبنان
واحدة من أولى قصائد عمر الزعني كانت «الحجاب» التي كتبها إبان الانتداب الفرنسي على لبنان. في هذه القصيدة، انتقد الأشخاص الذين بدا أنهم لا يهتمون كثيرًا بالأحداث المهمة التي تخص الأمة ويركزون اهتمامهم في أمور لا قيمة لها مثل ملابس المرأة. ومن القصائد الشهيرة الأخرى التي كتبها «بدنا بحرية يا ريس» انتقد فيها شارل دباس أول رئيس لبناني في عهد الانتداب الفرنسي. جدير بالذكر أن القصيدة ما زالت تُتلَى في الحاضر لكن مع كلمات مُعدّلة.
ثم مع استقلال لبنان، هتف الزعني وغنى: «حيا الله المخلصين»، بالإضافة إلى العديد من القصائد الأخرى. وبحسب سمير الزعني، أمين عام تراث عمر الزعني، في كتابه «عمر زعني: موليير الشرق»، كان عمر الزعني «في انسجام تام مع السلطة الدستورية والرئيس بشارة الخوري» في ذلك الوقت. ومع ذلك، انتقد الزعني الانتخابات والرشوة وتعديل بشارة الخوري للدستور لاحقًا بقصائد أخرى مثل: «جددلو ولا تفزع».
دعا عمر الزعني إلى المساواة بين الفقراء والأغنياء، حيث سلط الضوء على الاستغلال الحاصل للطبقة العاملة. في إحدى قصائده، «لو كنت حصان»، عبر الزعني عن «ثورته على التقسيم الطبقي الاجتماعي»، حسب رأي سمير الزعني.
كما قام عمر الزعني بتأليف قصيدة بعنوان «لا تحرموها» دعما لحقوق المرأة.

### أشعار عن الوطن العربي
لم تتحدث أعمال الزعني عن الأحداث في لبنان فقط. كتب قصيدة بعنوان «البصارة وثريا» روى فيها الأحداث الهامة التي حدثت في المنطقة العربية من خلال تجسيد سوريا على أنها فتاة اسمها ثريا. كتب الزعني عن القصف الفرنسي رداً على الثورة السورية الكبرى عام 1925. علاوة على ذلك، كتب مؤيدًا لقضية فلسطين، خاصة بعد خسارة العرب في حربهم ضد إسرائيل عام 1948. بالإضافة إلى ذلك، فقد كتب قصيدة أظهرت دعمه للثورة المصرية عام 1952 والشعب المصري في العدوان الثلاثي عام 1956. أخيرًا وليس آخرًا، غنى للعراق بعد أن دعاه رئيس الوزراء العراقي لزيارة البلاد.

## العلاقة مع السلطات
لم تعجب السلطات اللبنانية بفن الزعني، ولم تبث أغانيه على الراديو الوطني مثل الفنانين الآخرين. هذا الأمر أزعج الزعني وسبب له خيبة أمل، خاصة أنه كان فنانًا موهوبًا ومحبوبًا ومقدّرًا من قبل معظم الناس في ذلك الوقت.
لم يتفق عمر الزعني عادة مع أصحاب السلطة. أمضى أغلب وقته مع المواطنين يستمع إلى مشاكلهم ومطالبهم وآمالهم، محولاً إياها إلى قصائد. كما يروي محمود نعمان في كتابه «عمر الزعني: شاعر الشعب»، في إحدى المرات ذهب الناس ليستمعوا إلى قصائد الزعني بدلاً من التجمع حول خطباء ورجال النظام الحاكم في الحفل الذي أقاموه. وأدى ذلك بحسب نعمان إلى غضب الحكام، حيث وصلت الشرطة إلى الحفلة وطلبت من الزعني التوقف عن «إثارة الشغب».

### ترحيله إلى محكمة البترون واستقالته
في عام 1940، كتب عمر الزعني قصيدة بعنوان «بدنا بحرية يا ريس» انتقد فيها الانتداب الفرنسي على لبنان والرئيس الأول لدولة لبنان الكبير شارل دباس. ونتيجة لذلك، أصدر دباس قرارًا بترحيل الزعني إلى محكمة البترون. ومن ثم، قرر الزعني الاستقالة من وظيفته في محكمة البداية في بيروت، والتفرغ لفنه. في تلك الفترة، تطورت أشعار وأغاني عمر الزعني بشكل كبير، وألقى بعض قصائده الوطنية والاجتماعية في المسارح العامة.

## التأثيرات والإرث
تأثّر الزعني بأعمال سيد درويش وفن المونولوج المصري والشانسونيه الفرنسي، ووصفت ألحانُه (التي خلت من المقامات الشرقيّة) بأنها كانت وسيلةً لإيصال المعنى مباشرةً إلى الوجدان الشعبيّ والنّخَب الاجتماعيّة في آن واحد. كما أثّر الزعني في مجموعةٍ من أعلام عصره ومنهم سامي الصيداوي، ولور دكاش، وفيروز ماميش، وإيليّا بيضا، وعبد القادر التنّير. كان عمر الزعني أحد أبرز أعضاء دار الإذاعة اللبنانية التي تأسست عام 1938، وقال عنه الناقد اللبناني عمر فاخوري إنه «أحد أعظم الهجّائين بين شعرائنا لأنه استحدث الهجاء الاجتماعي»، وقال عنه أمين الريحاني: «عمر الزعني ليس شاعراً فحسب، إنه مربي الأجيال».